# 흐륌
흐륌(고대 노르드어: Hrym→노쇠한)은 노르드 신화에 등장하는 요툰이다. 〈길피의 속임수〉 제51장에 따르면 그는 나글파르의 키를 잡고 있는 선장이며, 라그나로크 때 요툰헤임에서 배를 몰아 요투나르 군단을 비그리드 들판에 집결시킬 것이다.
한편, 〈무녀의 예언〉에서는 로키가 나글파르의 선장이라고 하는데, 흐륌 역시 제50절에 "방패를 들고 동쪽에서 다가온다"고 명시되어 있기에 흐륌이 로키의 다른 이름일 가능성은 없다.

## 참고 자료
- Orchard, Andy (1997). Dictionary of Norse Myth and Legend. Cassell. ISBN 0-304-34520-2